# 三道河 (南太子河)
三道河，位于中华人民共和国辽宁省本溪满族自治县东部的一条河流，是南太子河右岸支流，发源于东营房乡宫家堡村东北的车道沟，向西流至牤牛库转西南流，于东营坊村转西北流，于碱厂镇汇入南太子河。河流全长16.9千米，流域面积103.5平方千米，河道平均比降37.41‰，年均径流量0.293亿立方米。流域内重峦叠嶂，植被良好。